# 西郷近思
西郷 近思（さいごう ちかもと、文化2年（1805年） - 安政7年3月10日（1860年3月31日））は、江戸時代の会津藩家老。
父は会津藩大老西郷近光。妻は小森氏。子は西郷近悳、山田直節、西郷説近ほか。通称頼母。

## 生涯
会津藩若年寄・西郷近光の子として生まれる。文政2年（1819年）藩の大老職を務めていた父・近光が死去し、15歳で家督と知行1300石を相続。同年、藩主世子松平容敬が、江戸城で将軍徳川家斉に拝謁する際に、随従し拝謁する。文政7年（1824年）10月に若年寄、文政10年（1827年）9月には累進して家老職を拝命する。天保9年（1838年）3月、藩主容敬より功労を賞されて刀を賜る。天保11年（1840年）3月には200石を加増された。安政4年（1857年）家老職を辞任して、家督を嫡男近悳に譲り隠居する。この際に200石を加増され、知行は1700石となった。安政7年（1860年）3月10日、56歳で死去。